# Confederação dos Iroqueses
```
   |-
       |
Erro:
:  
valor não especificado para "
nome_comum
"
```

A Confederação Iroquesa ou Haudenosaunee ("Povo da Casa Grande") foi uma civilização pré-colombiana e confederação tribal muito poderosa que existiu no nordeste da América do Norte. Eles eram conhecidos como Liga Iroquesa pelos franceses ou como as Cinco Nações pelos britânicos e, posteriormente, Seis Nações. A Liga era composta por cinco nações principais: Mohowk, Onondaga, Oneida, Cayuga e Seneca. Depois de 1722, a tribo Tuscarora uniu-se à Liga.
Os iroqueses absorveram muitas outras culturas em suas tribos como resultado de guerras, da captura de cativos e da oferta de abrigo aos povos nômades. Culturalmente, todos foram considerados membros dos clãs e tribos onde foram adotados pelas famílias.
O histórico St. Lawrence Iroquoians, Wyandot (Huron), Erie e Susquehannock, todos povos independentes, também falavam línguas iroquesas. No sentido mais amplo das famílias lingüísticas, elas são frequentemente consideradas nações iroquesas devido às suas línguas e culturas semelhantes, sendo que todos estes povos derivaram-se da família linguística proto-iroquenses; politicamente, no entanto, eles eram inimigos históricos da Confederação. [2] Além disso, o cherokee também é uma língua iroquesa: acredita-se que o povo Cherokee tenham migrado para o sul dos Grandes Lagos nos tempos antigos, estabelecendo-se no interior do sudeste dos Estados Unidos, incluindo à região do atual Tennessee.

## Etimologia
A nomenclatura "iroqueses" possui uma origem um tanto obscura. O primeiro registro escrito está no relato de Samuel de Champlain de sua viagem a Tadoussac em 1603, onde aparece escrito "Irocois". Outras grafias que aparecem nas primeiras fontes incluem "Erocoise", "Hiroquois", "Hyroquoise", "Irecoies", "Iriquois", "Iroquaes", "Irroquois" e "Yroquois", como os franceses transliteraram o termo em seus próprios sistema fonético. No francês falado na época, isso teria sido pronunciado como [irokwe] ou [irokwɛ]. Ao longo dos anos, várias teorias concorrentes foram propostas para a origem deste nome. O mais antigo foi pelo padre jesuíta Pierre François Xavier de Charlevoix, que escreveu em 1744:
"O nome 'Iroquoi' é puramente francês e é formado a partir do termo [idioma iroquoiano] Hiro ou Hero, o que significa que eu disse - com o qual esses índios fecham todos os seus endereços, como os latinos faziam com seus dixis - e de Koué , que é um choro às vezes de tristeza, quando é prolongado, e às vezes de alegria, quando é pronunciado mais curto.
Em 1883, Horatio Hale escreveu que a etimologia de Charlevoix era duvidosa, e que "nenhuma outra nação ou tribo da qual tenhamos qualquer conhecimento já teve um nome composto dessa maneira caprichosa". Hale sugeriu, em vez disso, que o termo provinha de Huron e era cognato de mohawk ierokwa — "quem fuma" ou do Cayuga iakwai — "urso". Em 1888, J.N.B. Hewitt expressou dúvidas de que qualquer uma dessas palavras exista nas respectivas línguas. Ele preferiu a etimologia de Montagnais irin "verdadeiro, real" e ako "cobra", mais o sufixo francês -ois. Mais tarde, ele revisou isso para Algonquin Iriⁿakhoiw.
Uma etimologia mais moderna foi defendida por Gordon M. Day em 1968, elaborando sobre Charles Arnaud de 1880. Arnaud alegou que a palavra vinha de Montagnais irnokué, que significa "homem terrível", através da forma reduzida irokue. Day propôs uma frase Montagnais hipotética irno kwédač, que significa "um homem iroquês", como a origem deste termo. Para o primeiro elemento irno, Day cita cognatos de outros dialetos montagnais atestados: irinou, iriniȣ e ilnu; e para o segundo elemento kwédač ele sugere uma relação com kouetakiou, kȣetat-chiȣin e goéṭètjg — nomes usados por tribos algonquianas vizinhas para se referir aos iroqueses, hurons e laurentinos.
No entanto, nenhuma dessas etimologias ganhou ampla aceitação. Por volta de 1978, Ives Goddard pôde escrever: "Nenhuma dessas formas é atestada em qualquer língua indígena como um nome para qualquer grupo iroqueno, e a origem e o significado finais do nome são desconhecidos".
Mais recentemente, Peter Bakker propôs uma origem basca para os "iroqueses". Sabe-se que os pescadores e baleeiros bascos frequentaram as águas do Nordeste nos anos 1500, tanto que um pidgin baseado no País Basco se desenvolveu para se comunicar com as tribos algonquinas da região. Bakker afirma que é improvável que "-quois" derive de uma raiz usada especificamente para se referir aos iroqueses, citando como evidência que várias outras tribos indígenas da região eram conhecidas dos franceses por nomes que terminavam no mesmo elemento, por exemplo. "Armouchiquois", "Charioquois", "Excomminquois" e "Souriquois". Ele propõe, em vez disso, que a palavra deriva de hilokoa (através da forma intermediária irokoa), das raízes bascas hil "to kill", ko (o sufixo genitivo locativo) e a (sufixo do artigo definido). Em favor de uma forma original que começa com / h /, Bakker cita grafias alternativas, como "hyroquois" às vezes encontradas em documentos do período, e o fato de que no dialeto sulista do basco, a palavra hil é pronunciada il. Ele também argumenta que o / l / foi processado como / r /, uma vez que o primeiro não é atestado no inventário fonêmico de qualquer idioma na região (incluindo Maliseet, que desenvolveu um / l / posterior). Assim, a palavra de acordo com Bakker é traduzível como "o povo assassino". É semelhante a outros termos usados pelas tribos algonquianas orientais para se referirem a seus inimigos, os iroqueses, que se traduzem como "assassinos".
O nome nativo histórico, entretanto, que é referido pelas Cinco Nações pelo autônomo Haudenosaunee, que significa "Povo da Casa Longa". Este nome é ocasionalmente preferido por estudiosos da história dos nativos americanos, que consideram o nome "Iroquois" depreciativo e inapropriado. O nome deriva de duas palavras foneticamente semelhantes mas etimologicamente distintas na língua seneca: Hodínöhšö: ni: h, que significa "os da casa estendida", e Hodínöhsö: ni: h, que significa "construtores de casas". O nome "Haudenosaunee" aparece pela primeira vez em inglês em Lewis Henry Morgan (1851), onde está escrito como Ho-dé-no-sau-nee. A grafia "Hotinnonsionni" também é atestada mais tarde no século XIX. Uma designação alternativa, Ganonsyoni, é encontrada ocasionalmente também, do Mohawk kanǫhsyǫ́ · ni ("a casa estendida"), ou de uma expressão cognata em uma língua iroquesa relacionada; em fontes anteriores é escrito de forma variada "Kanosoni", "akwanoschioni", "Aquanuschioni", "Cannassoone", "Canossoone", "Ke-nunctioni", ou "Konossioni". De forma mais transparente, a confederação dos iroqueses é também muitas vezes referida simplesmente como as Seis Nações (ou, para o período anterior à entrada do Tuscarora em 1722, as Cinco Nações). A palavra é Rotinonsionni na língua mohawk.

## A Confederação
Acredita-se que a Confederação Iroquesa ou Haudenosaunee tenha sido fundada pelo Grande Pacificador em 1142 ou 1451, reunindo cinco nações distintas na região sul dos Grandes Lagos através da "Grande Liga da Paz". [22] Cada nação dentro desta confederação tribal tinha uma língua, território e função distintos na Liga. O poder dos iroqueses em seu auge se estendia até o atual Canadá, para o oeste ao longo dos Grandes Lagos e para os dois lados das montanhas Allegheny até as atuais Virgínia e Kentucky e para o Vale do Ohio.
A Liga era governada por um Grande Conselho, uma assembleia de cinquenta chefes ou sachems, cada um representando seu respectivo clãs dentro de uma das nações.
A Liga Iroquoi (como os franceses as conheciam) ou as Cinco Nações (como os britânicos as conheciam) ocuparam grandes áreas do atual estado de Nova York até o rio São Lourenço, a oeste do rio Hudson, e ao sul até o noroeste da Pensilvânia. De leste a oeste, a Liga era composta pelas nações Mohawk, Oneida, Onondaga, Cayuga e Seneca. Por volta de 1722, a tribo Tuscarora se juntou à Liga, tendo migrado das Carolinas depois de ter sido desalojada pelo assentamento anglo-europeu. Também um povo de língua iroquesa, os Tuscarora foram aceitos na Liga, que passou a se chamar as "Seis Nações".
Quando os europeus chegaram pela primeira vez na América do Norte, os Haudenosaunee foram baseados no que é hoje o nordeste dos Estados Unidos, principalmente no que é hoje conhecido como Central New York e Western New York, a oeste do rio Hudson e através da região dos Finger Lakes, e Nova York ao longo da área do rio St. Lawrence, rio abaixo, até a cidade atual de Montreal.
Colonos franceses, holandeses e britânicos, tanto na Nova França (Canadá) quanto no que se tornou as Treze Colônias, reconheceram a necessidade de ganhar o favor do povo iroquês, que ocupava uma porção significativa de terras a oeste dos assentamentos coloniais. Suas primeiras relações com eles foram para o comércio de peles, que se tornou altamente lucrativo para ambos os lados. Os colonos também procuraram estabelecer relações amigáveis para garantir suas fronteiras de assentamento.
Por quase 200 anos, os iroqueses foram um poderoso fator na política colonial norte-americana. O alinhamento com os iroqueses ofereceu vantagens políticas e estratégicas às colônias europeias, mas os iroqueses preservaram uma considerável independência. Alguns de seus habitantes se estabeleceram em aldeias missionárias ao longo do rio St. Lawrence, tornando-se mais estreitamente ligadas aos franceses. Enquanto participavam de incursões francesas em assentamentos holandeses e ingleses posteriores, onde alguns mohawk e outros iroqueses se estabeleceram, em geral os iroqueses resistiram a atacar seus próprios povos.
Os iroqueses mantiveram-se como uma grande política indígena e permaneceram como uma civilização unificada até a Revolução Americana, quando a Liga manteve seu tratado prometendo à Coroa Britânica. Após sua derrota, os britânicos cederam o território iroquês sem trazer seus aliados à mesa de negociações, e muitos iroqueses tiveram que abandonar suas terras no vale Mohawk e em outros lugares e se mudar para as terras do norte retidas pelos britânicos. A Coroa dava-lhes terra em compensação pelos 5 milhões de acres que haviam perdido no sul, mas não era equivalente ao território anterior.
Estudiosos sobre os iroqueses distinguem entre a Liga e a Confederação. De acordo com essa interpretação, a Liga Iroquoi se refere à instituição cerimonial e cultural incorporada no Grande Conselho, que ainda existe. A Confederação Iroquesa é a entidade política e diplomática descentralizada que emergiu em resposta à colonização européia, que se dissolveu após a derrota na Guerra Revolucionária Americana. [26] Os atuais Iroqueses ou nativos das Seis Nações não fazem tal distinção e usam os termos de forma intercambiável, preferindo o nome Haudenosaunee.
Muitos iroqueses migraram ao Canadá, expulsos de Nova York por causa da hostilidade aos aliados britânicos após uma guerra sangrenta. Os que permaneceram em Nova York foram obrigados a viver principalmente em reservas indígenas. Em 1784, um total de 6.000 iroquois enfrentaram 240 mil nova-iorquinos, com os habitantes da Nova Inglaterra com fome de terra prestes a migrar para o oeste. "Só a Oneidas, que tinha apenas 600 pessoas, possuía seis milhões de acres, ou cerca de 2,4 milhões de hectares. A Iroquóia era uma corrida à terra esperando para acontecer." [29] Na Guerra de 1812, eles perderam o controle de propriedades consideráveis.
A organização política da Liga tem sido comparada aos sistemas modernos do anarco-comunismo ou do socialismo libertário.